# Spiaggia di Tsurigasaki
La spiaggia di Tsurigasaki (釣ヶ崎海岸?, Tsurigasaki kaigan) si trova nella città giapponese di Ichinomiya, nella prefettura di Chiba. La spiaggiai fa parte del parco naturale prefettizio di Kujūkuri.

## Caratteristiche e uso
La spiaggia si trova all'estremità meridionale della costa del Kujūkuri ed è particolarmente popolare tra i surfisti grazie alle sue onde. Si stima che oltre 600 000 persone ogni anno si rechino a Tsurigasaki per praticare surf. Nel maggio 2019 la spiaggia è stata la sede della prima edizione del Japan Open of Surfing. Tra il 25 e il 27 luglio 2021 la spiaggia ha ospitato le competizioni di surf dei Giochi della XXXII Olimpiade.
Ogni settembre la spiaggia ospita il "festival delle dodici compagnie di Kazusa" (上総十二社祭?, Kazusa jū ni jamatsu), legato al vicino santuario Tamasaki, le cui origini si dice risalgano all'807 e che è classificato come "bene culturale popolare immateriale" dalla prefettura di Chiba. Ogni giugno viene invece eseguita una cerimonia di purificazione chiamata "misogi Tamanoura" (玉之浦禊行?, Tamanoura misogigyō). Sulla spiaggia è posizionato un torii dal 1981.